# Klepp IL
Klepp IL er en norsk sportsklub fra Klepp kommune. Klubben blev etableret den 1. oktober 1919 og har afdelinger for fodbold, håndbold, gymnastik, athletik og orientering.
Kvindernes fodboldhold spiller i Toppserien og vandt ligaen i 1987 og 1989.
Mændenes fodboldhold spiller i tredjedivision (fjerdbedste række), de har sidst spillet i anden division i 2006.

## Aktuel trup
Oversigten er opdateret til og med 22. juli 2021.
| Nr. | Position        | Spiller                      | Nation     |
| --- | --------------- | ---------------------------- | ---------- |
| 1   | Målmand         | Kathrine Larsen              | Danmark    |
| 2   | Forsvarsspiller | Nikola Orgill                | Australien |
| 6   | Forsvarsspiller | Marte Gjellan Leine          | Norge      |
| 7   | Angriber        | Kristina Maksuti             | Albanien   |
| 8   | Midtbanespiller | Marie Hella Andresen         | Norge      |
| 9   | Angriber        | Isabella Hayes               | England    |
| 12  | Forsvarsspiller | Halene Broch                 | Norge      |
| 14  | Midtbanespiller | Mille Aune                   | Norge      |
| 16  | Midtbanespiller | Sofie Bjørnsen               | Norge      |
| 17  | Forsvarsspiller | Erin Greening                | USA        |
| 19  | Angriber        | Hege Hansen                  | Norge      |
| 20  | Forsvarsspiller | Anette Snørteland Jensen     | Norge      |
| 21  | Forsvarsspiller | Kaja Karlsen                 | Norge      |
| 22  | Midtbanespiller | Marie-Yasmine Alidou d'Anjou | Canada     |
| 24  | Angriber        | Ingeborg Lye Skretting       | Norge      |
| 25  | Forsvarsspiller | Susanne Vistnes              | Norge      |
| 26  | Midtbanespiller | Miriam Byberg                | Norge      |
| 28  | Midtbanespiller | Julie Austdal                | Norge      |
| 30  | Angriber        | Madeleine Hille Mellemstrand | Norge      |
| 33  | Midtbanespiller | Tilja Ellingsen              | Tyskland   |
| 41  | Målmand         | Amalie Reed Kolnes           | Norge      |